# Odontoporella adpressa
Odontoporella adpressa is een mosdiertjessoort uit de familie van de Hippoporidridae. De wetenschappelijke naam van de soort is, als Lepralia adpressa, voor het eerst geldig gepubliceerd in 1854 door Busk.